# Ястреб (дирижабль)
Ястреб — российский дирижабль мягкой конструкции. Построен в 1910 году и 5 ноября того же года совершил первый полёт.  20 августа 1912 года дирижабль поднял четырёх человек на высоту 1800 м. 17 мая 1914 года совершил первый в истории ночной вылет по маршруту Гатчина — Луга — Гатчина. Дальнейшая судьба воздушного судна неизвестна.

## История
К началу Первой мировой войны дирижабль «Ястреб», находившийся в расположении 12-й воздухоплавательной роты, также как и «Голубь», имел вооружение, но, несмотря на это, по меркам мирового дирижаблестроения считался устаревшим. Потолок и скорость подобных аэростатов уже не отвечали требованиям, предъявляемым к военным дирижаблям.
Тем не менее во многих смыслах «Ястреб» стал первым. Так, 20 августа 1912 года в небе над Царским Селом экипаж «Ястреба» в составе: пилот штабс-капитан Шабский, поручики Тихонравов и Кжичевский с механиками, поднял его на высоту в 1800 м, установив этим мировой рекорд в классе лёгких дирижаблей (объем «Ястреба» — 2700 м³). Ни один легкий дирижабль ни в России, ни за границей в то время на такую высоту еще не поднимался. Рекорд был засвидетельствован членами международной воздухоплавательной федерации.
17 мая 1914 года впервые в истории авиации был совершен ночной перелет — на дирижабле «Ястреб» из Гатчины в Лугу и обратно. Маршрут перелёта проходил вдоль линии Варшавской железной дороги на высоте 200—300 метров. Команда аэростата под началом Нижевского состояла из воздухоплавателей Башко, Когутова, Карамышева и Нестерова — того самого Нестерова, который первым на самолете совершил «мертвую петлю» и первым же совершил воздушный таран в самом начале Первой мировой войны.